# Chilmony-Kolonia
Chilmony-Kolonia – kolonia w Polsce położona w województwie podlaskim, w powiecie sokólskim, w gminie Nowy Dwór.
W latach 1975–1998 miejscowość administracyjnie należała do województwa białostockiego.